# 794 Irenaea
Irenaea (asteroide 794) é um asteroide da cintura principal com um diâmetro de 35,8 quilómetros, a 2,2003188 UA. Possui uma excentricidade de 0,296507 e um período orbital de 2 020,38 dias (5,53 anos).
Irenaea tem uma velocidade orbital média de 16,84146386 km/s e uma inclinação de 5,41601º.
Esse asteroide foi descoberto em 27 de Agosto de 1914 por Johann Palisa.